# Merthyr Tydfil (stacja kolejowa)
Merthyr Tydfil (ang. Merthyr Tydfil railway station, walijski: Merthyr Tudful) – stacja kolejowa w Merthyr Tydfil w hrabstwie Merthyr Tydfil, w Walii. Znajduje się na Merthyr Line i jest jej stacją końcową. Jest obsługiwana przez pociągi Arriva Trains Wales. Stacja ma jeden peron i znajduje się w pobliżu Tesco Superstore.
Stacja ma mały parking, kasę biletową, tablice pasażerskie i postój taksówek. Pasażerowie, którzy chcą korzystać z autobusów do innych miejsc, muszą przejść przez miasto do głównego dworca autobusowego.

## Połączenia
Stacja jest obsługiwana co 30 minut do i z Cardiff Central w dni powszednie i soboty. Pociągi jeżdżą dalej do Barry, a następnie na przemian do Barry Island lub Bridgend przez Vale of Glamorgan Line. W niedziele pociągi kursują co dwie godziny z Barry Island i Bridgend przez Vale of Glamorgan Line.

## Linie kolejowe
- Merthyr Line